# Baskerville (Wirginia)
Baskerville – jednostka osadnicza w Stanach Zjednoczonych, w stanie Wirginia, w hrabstwie Mecklenburg.